# Alexei Leontjewitsch Leontjew
Alexei Leontjewitsch Leontjew (russisch Алексей Леонтьевич Леонтьев, wiss. Transliteration Aleksej Leont'evič Leont'ev; geb. 1716 in Moskau; gest. 12. Mai 1786 in St. Petersburg) war ein russischer Orientalist. Der Hofrat des Kollegiums für die Auswärtigen Angelegenheiten gilt als der einzige russische Sinologe des 18. Jahrhunderts, der die geistige Tätigkeit seiner Zeitgenossen spürbar beeinflusste. Leontjew übersetzte mehr als zwanzig chinesische und mandschurische Werke ins Russische.

## Leben
Er wurde in der Familie eines Priesters geboren und studierte an der Slawisch-Griechisch-Lateinischen Akademie in Moskau. Er studierte dann Chinesisch und Mandschurisch in Peking. Nach seiner Rückkehr nach St. Petersburg arbeitete er als Übersetzer für das russische Außenministerium. Leontjew ging 1767 zum zweiten Mal nach Peking. Nach seiner Rückkehr aus China war er bis zu seinem Lebensende als Berater in der Verwaltung des Auswärtigen Ausschusses tätig. Während seines Aufenthalts in Europa übersetzte Leontjew das klassische chinesische Werk der Vier Bücher (1780) sowie Alle Gesetze und Vorschriften der chinesischen Regierung (3 Bände, 1781–83).